# Ангел войвода (Прилеп)
Вижте пояснителната страница за други личности с името Ангел войвода.
Ангел войвода е български хайдутин от XIX век.

## Биография
Ангел Войвода е роден в град Прилеп. Застава начело на хайдушка чета. След 1878 година се мести в столицата, където се жени за дъщерята на Наум Миладинов. Тя се казва Ленка (Елена). Ангел войвода умира в София. Според Лука Джеров е убит от турците.
Участва в Кресненско-Разложкото и Горноджумайското въстание.